# Milizia Volontaria per la Sicurezza Nazionale (francobolli)
Milizia Volontaria per la Sicurezza Nazionale è una serie di francobolli emessa dal Regno d'Italia nel 1923 come emissione commemorativa e sovrapprezzo in favore della Cassa di Previdenza della Milizia Volontaria per la Sicurezza Nazionale.

## Notizie storiche
Per finanziare la cassa pensionistica della Milizia Volontaria fu ideata una serie di tre francobolli con sovrapprezzo. Tale accorgimento raddoppiava il prezzo finale come segue: centesimi 30 + 30, 50 + 50, lire 1 + 1.

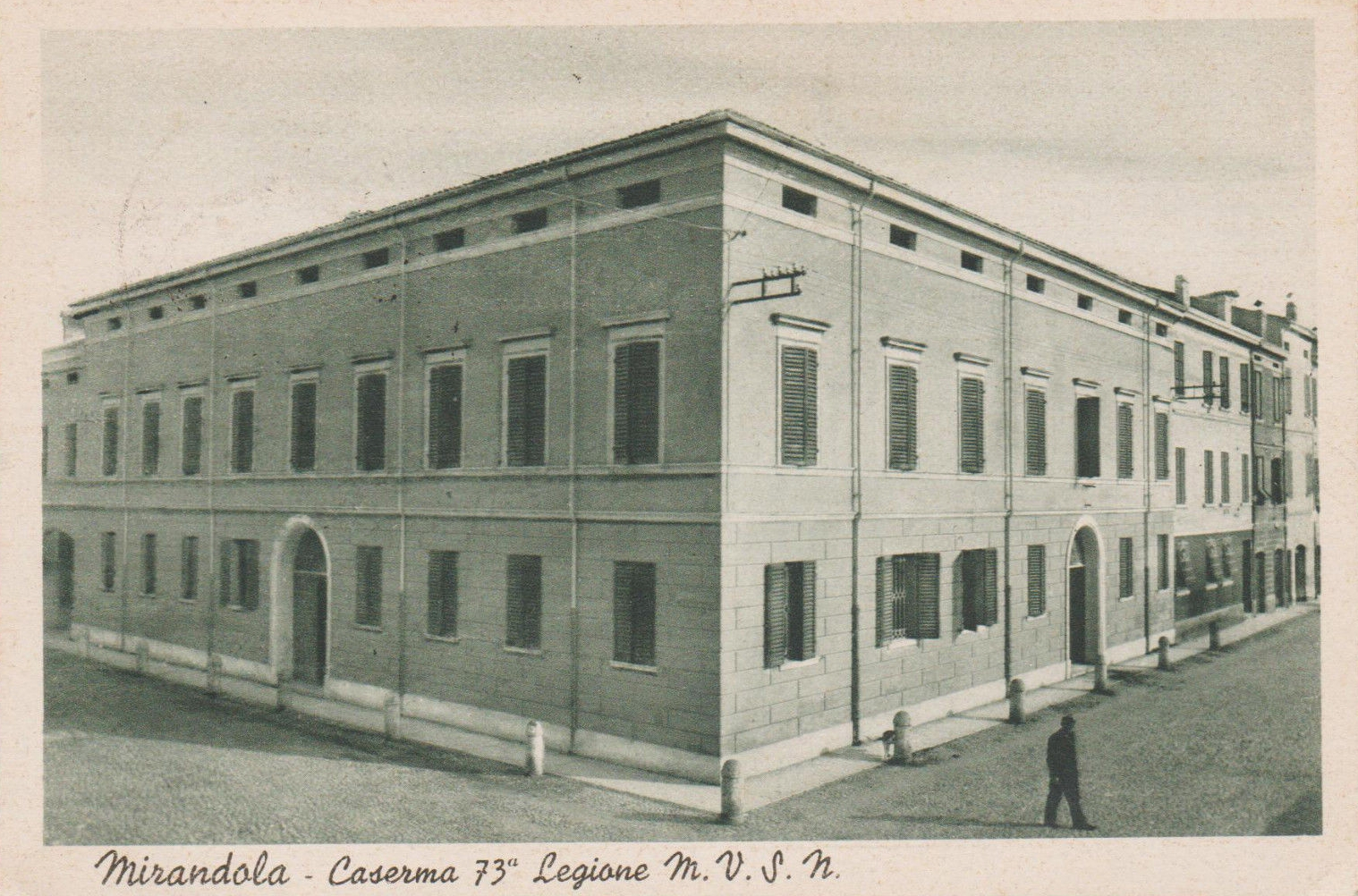
Caserma della MVSN a Mirandola

Le vignette furono ideate da Enrico Federici con i seguenti colori: bruno per il 30 centesimi, violetto per il 50 centesimi e grigio per l'1 lira; tutte erano illustrate con lo stesso soggetto raffigurante il giuramento sul fuoco dei legionari romani. La distribuzione dei francobolli coinvolse solo i principali uffici delle città più importanti: Roma, Milano, Torino, Venezia, Genova, Bologna, Firenze, Napoli e Palermo. Inizialmente fu prevista una tiratura di 100.000 serie, regolarmente emesse il 24 ottobre del 1923, ma con Regio Decreto del 2 dicembre 1923 la tiratura fu raddoppiata.

## Notizie tecniche
- Soggetto: giuramento di fuoco dei legionari
- Tirature: 200.000 serie [1]
- Validità: 29 febbraio 1924[1]
- Stampa: tipografica [1]
- Fogli: da 24 esemplari incolonnati 6x4 [1]
- Dentellatura: 14 lineare
- Filigrana: a corona
- Incisore: Enrico Federici
- Disegnatore: Enrico Federici
- Varietà: sono noti esemplari non dentellati in alto